# سافونوفکا
سافونوفکا (انگلیسی: Safonovka) یک شهرک در شهرستان دووانسکی در استان باشقیرستان کشور روسیه است.